# Kenneth Zucker
 (décembre 2016).
Si vous disposez d'ouvrages ou d'articles de référence ou si vous connaissez des sites web de qualité traitant du thème abordé ici, merci de compléter l'article en donnant les références utiles à sa vérifiabilité et en les liant à la section « Notes et références ».
En pratique : Quelles sources sont attendues ? Comment ajouter mes sources ?
Kenneth Zucker (né en 1950) est un psychologue et sexologue américano-canadien. Il a été nommé rédacteur en chef de Archives of Sexual Behavior en 2001. Il a été psychologue en chef du centre de toxicomanie et de santé mentale à Toronto, et de Head of the Gender Identity Service jusqu'en décembre 2015. Zucker est un professeur du département de psychiatrie et de psychologie de l'université de Toronto.
Il a collaboré avec Susan Bradley, en collectant des données cliniques et de recherche, sur une période de vingt ans, et est devenu une autorité internationale sur le trouble de l'identité de genre chez les enfants et les adolescents. En 2007, Zucker a été choisi pour être membre du groupe de travail sur l'identité de genre, la variance de genre, et les conditions intersexes de l'association américaine de psychologie, et en 2008, il a été nommé président du groupe de travail de l'association américaine de psychiatrie sur le « trouble de l'identité sexuelle et de genre » pour l'édition 2012 du DSM-5. Auparavant, il a servi pour des groupes de travail pour le DSM-IV et le DSM-IV-TR.
Ses points de vue sont controversés dans la communauté trans, ce qui a conduit à un examen externe de la clinique en 2015.

## Vie personnelle
Zucker est né en 1950 de parents Juifs, et il a grandi à Skokie, dans l'Illinois. Zucker a reçu son baccalauréat universitaire ès lettres de l'université de l'Illinois du Sud, sa maîtrise universitaire ès lettres. de l'université Roosevelt, et son doctorat de l'université de Toronto en 1982. Il est titulaire d'un diplôme du collège des psychologues de l'Ontario.
Zucker s'est intéressé à l'identité de genre après la lecture du livre de Richard Green écrit en 1974, Sexual Identity Conflict in Children and Adults. Les travaux de Zucker en psychologie du développement résultent de sa thèse de master sur le développement normé de l'identité de genre chez les enfants. Pendant ses études supérieures, Zucker a rencontré sa future collaboratrice, Susan Bradley, une pédopsychiatre du service de l'Institut psychiatrique Clarke (maintenant le centre d'études de l'enfant et de la famille du centre de toxicomanie et de santé mentale), et enseignant à l'université médicale de Toronto.
Zucker a été impressionné par l'Institut Clarke et a rencontré le psychologue en chef, Kingsley Ferguson, qui lui a parlé du nouveau groupe de travail de Bradley concernant l'évaluation des enfants et des adolescents avec problèmes d'identité de genre ; il a par la suite rejoint le groupe de Bradley.

## Intervention thérapeutique de la variance de genre
Depuis le milieu des années 1970, Zucker a traité environ 500 préadolescents de genre variant, afin de leur faire accepter l'identité de genre à laquelle ils avaient été affectés à la naissance, jusqu'à ce qu'ils aient un âge où ils puissent être en mesure de déterminer leur propre identité de genre. Pour les enfants ayant été assignés hommes à la naissance, Zucker demande aux parents de les tenir à l'écart des jouets associés aux filles, et demande aux enfants de ne pas jouer avec ou de faire des dessins de filles. Le psychologue Darryl Hill a écrit que Zucker et Bradley estimaient que la thérapie de conversion pouvait réduire le rejet en permettant aux enfants de genre non conforme de se mélanger aux enfants de même sexe, réduisant ainsi la possibilité de dysphorie de genre à l'âge adule.
Parmi les publications de Zucker, il existait l'anamnèse de deux patients qui avaient été assignés hommes à la naissance, mais qui avaient subi une pénectomie et qui avaient, peu de temps après, été réassignés femmes. À l'âge de 26 ans, ils déniaient le fait d'être des hommes, tout en ayant le désir d'en être un. Ces deux patients ont rapporté avoir des comportements masculins et être bisexuels, ce sur quoi Zucker soupçonne que le rôle de genre et l'orientation sexuelle se développent principalement avant la naissance, alors que le développement de l'identité de genre débute peu de temps après la naissance. Il y a un certain appui sur la position selon laquelle « la différenciation sexuelle prénatale peut parfois renforcer les influences sociales. »
Zucker a dit que les parents définissent les objectifs de sa clinique. « Nous confions que le premier objectif est d'aider l'enfant à se sentir mieux dans son genre actuel, un autre est celui de faire face, avec l'enfant, aux difficultés émotionnelles, et un troisième est de l'aider face à d'éventuels problèmes familiaux. Il est utile d'avoir des parents qui fixent des limites sur des choses comme le travestissement ; de nombreux parents ne l'ont pas fait avant de venir chez nous ». Le suivi de Zucker de 50 enfants traités, a constaté que « près de 10% sont encore très mécontents de leur genre, se travestissent encore, et pensent à réaliser la chirurgie de réattribution sexuelle » quand ils seront jeunes adultes. Zucker a déclaré que « le thérapeute doit s'appuyer sur la « clinique de la sagesse » qui s'est accumulée et utiliser des modèles conceptuels de formulation de cas largement non testés, pour informer les méthodes de traitement et les décisions. »
Zucker a coécrit un rapport statistique avec Michael Bailey, qui avait trouvé que les personnes gays et lesbiennes présentaient plus d'activités habituellement associées au genre opposé quand elles étaient enfants.
Pour les adolescents exprimant un trouble de l'identité de genre, le protocole de soins de Zucker est semblable à celui des adultes, il est composé de thérapie de remplacement d'hormones pour aider l'adolescent dans sa transition sociale. La Chirurgie de réattribution sexuelle n'est généralement pas effectuée sur des mineurs dans le Nord de l'Amérique, la clinique de Zucker ne fournit pas de recommandations pour cela – au lieu de cela, les clients sont encouragés à poursuivre la réassignation par le biais de la clinique d'identité de genre pour adulte, au CAMH, qui contrôle le financement de la procédure en Ontario.
Les militants ont comparé les approches de Zucker l'approches aux thérapies réparatrices. L'association médicale gay et lesbienne estime que « la thérapie réparatrice qui cherche à inverser l'orientation sexuelle ou l'identification genrée » est un « exemple extrême » de biais qui « peut conduire à l'augmentation de la haine de soi et des problèmes de santé mentale ». Le psychiatre Simon Pickstone-Taylor a évoqué des similitudes entre l'intervention thérapeutique de Zucker et la thérapie réparatrice pour les homosexuels. Zucker a répondu que la prévention de l'homosexualité n'a jamais été un objectif de leurs traitements et il a évoqué un manque de preuves empiriques de l'approche la plus efficace. Le Journaliste Marc Lostracco a décrit la thérapie de Zucker comme « bien-pensée », mais « problématique et cassante ». D'autres, comme l'auteur Phyllis Burke, s'opposent à tout diagnostic de dysphorie de genre chez les enfants, estimant qu'il s'agit d'une forme « d'abus sur enfant ». Zucker rejette le livre de Burke au motif qu'il est « simpliste » et « pas particulièrement éclairant », la journaliste Stéphanie Wilkinson a caractérisé le livre de Burke comme étant « le travail d'un journaliste dont les points de vue ne devrait pas être mis dans le même camp que celui des chercheurs comme Richard Green ou Zucker ».

## Archives of Sexual Behavior
En tant que contributeur à Archives of Sexual Behavior, Zucker a publié une étude controversée sur la thérapie réparatrice de Robert Spitzer. Selon Le New York Times, après la présentation de son étude, la controverse a progressivement gagné du terrain, mais Spitzer lui avait demandé Zucker de la publier. Zucker a déclaré dans une interview : « Je connaissais Bob et la qualité de son travail, et j'ai accepté de le publier ». « Mais je lui ai dit que je le ferais seulement si je pouvais également publier des commentaires ». Spitzer a plus tard rétracté les conclusions de cette étude.

## DSM
Les militants LGBT ont protesté contre la nomination de Zucker en 2008 au groupe de travail du DSM-5,. La National Gay et Lesbian Task Force a publié une déclaration questionnant la décision de l'APA de nommer Zucker et un deuxième membre du groupe de travail. Selon une réponse publié par l'Association américaine psychiatrique, Zucker ne plaide pas en faveur de la thérapie réparatrice pour les adultes transgenres ou pour les jeunes trans dans tous les cas, et il s'oppose à la thérapie de changement pour les gays quelles que soient les circonstances.

## Clinique de l'identité de genre du CAMH
Le protocole de soins de Zucker a été examiné en mars 2015, lorsque le député Cheri DiNovo a déposé une proposition de loi qui interdisait les thérapies de conversion d'identité de genre ou d'orientation sexuelle. La clinique d'identité de genre de Zucker a cessé d'accepter de nouveaux patients le même mois, dans l'attente du résultat d'un examen continu de cette pratique. Le directeur du CAMH, Kwame McKenzie, a dit que les traitements de Zucker venaient à l'encontre des lignes directrices du centre, mais qu'il existait deux groupes de réflexion concernant une telle thérapie pour les enfants de moins de 11 ans,. L'examen devrait prendre six mois.
Après cet examen, le CAMH a fermé sa clinique d'identité de genre pour les jeunes enfants et la famille en décembre 2015. Les réviseurs, Suzanne Zinck de l'université Dalhousie et Antonio Pignatiello l'Hôpital pour Enfants Malades de Toronto ont noté les nombreux points forts de la clinique, mais ils l'ont également décrite comme une entité insulaire avec une approche différente de celles des autres cliniques. Zinck et Pignatiello ont invité les parties intéressées à se prononcer sur leurs expériences dans la clinique. Un ancien client, maintenant un adulte, a affirmé que Zucker « lui avait demandé d'enlever son t-shirt devant d'autres cliniciens présents, qu'il a ri quand il s'est conformé, puis qu'il a fait référence à lui par « petite vermine poilue ». L'accusation a par la suite été retirée par l'accusateur. Le CAMH a supprimé le rapport de son site web et a présenté ses excuses.
Kwame McKenzie, directeur médical des services familiaux du CAMH, a déclaré : « Nous tenons à nous excuser pour le fait que toutes les pratiques issues de notre clinique d'identité de genre dans l'enfance soient conformes aux recherches les plus récentes » et que Zucker « ne soit plus au CAMH ». Le CAMH a annoncé un processus de consultation avec les personnalités influentes de la communauté afin d'examiner la meilleure façon d'offrir des soins.

## Publications
Selon Web of Science, Zucker a publié près de 100 articles dans des revues à comité de lecture. Ces articles ont été cités plus de 2000 fois, avec un indice h de 20. Il a publié plusieurs livres, dont :
- Gender Identity Disorder and Psychosexual Problems in Children and Adolescents (1995)
- Attachment and Psychopathology (1997)
- Ex-Gay Research: Analyzing the Spitzer Study And Its Relation to Science, Religion, Politics, and Culture (2006)